# Cú sừng
Cú sừng, tên khoa học Bubo virginianus, là một loài chim trong họ Strigidae.

## Phânloài
Nhiều phân loài của loài này đã được đặt tên, chúng khác nhau chủ yếu về màu sắc và kích thước và nhìn chung chúng tuân theo quy tắc của Gloger và Bergmann:
- Bubo virginianus virginianus (Gmelin, 1788)
- Bubo virginianus nacurutu (Vieillot, 1817)[4]
- Bubo virginianus subarcticus (Hoy, 1852)[5][6]
- Bubo virginianus pacificus (Cassin, 1854)
- Bubo virginianus saturatus (Ridgway, 1877)
- Bubo virginianus nigrescens (Berlepsch, 1884)
- Bubo virginianus pallescens (Stone, 1897)
- Bubo virginianus mayensis (Nelson, 1901)

## Hình ảnh

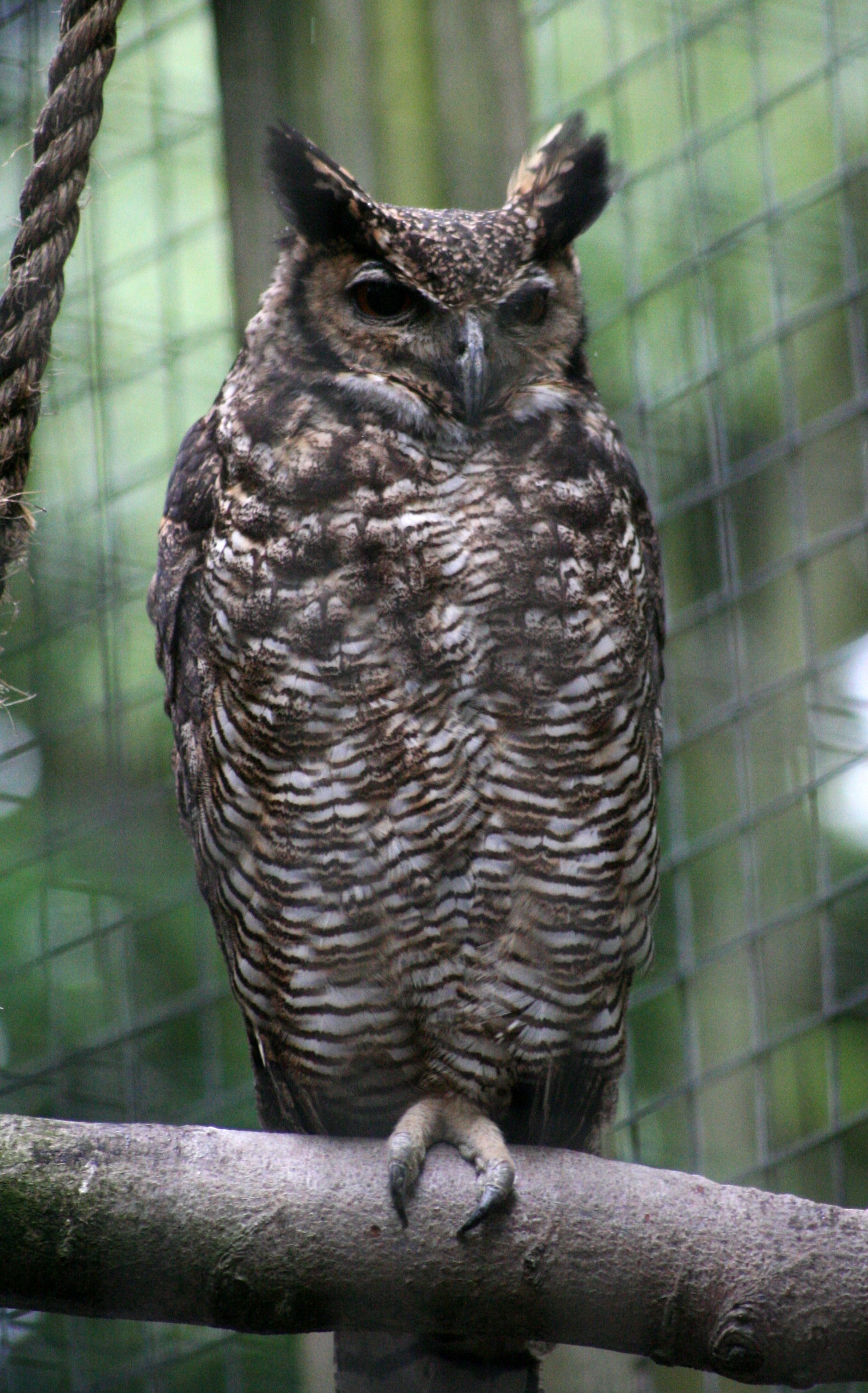
Cú sừng lớn Nam Mỹ, B. v. nacurutu (mắt sẫm)
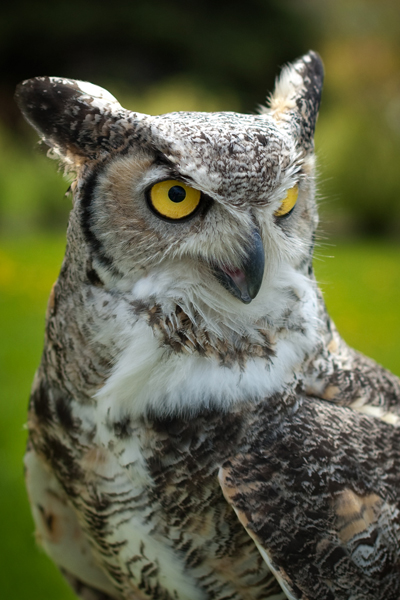
Cú sừng lớn Bắc Mỹ (B. v. subarcticus) ở Manitoba
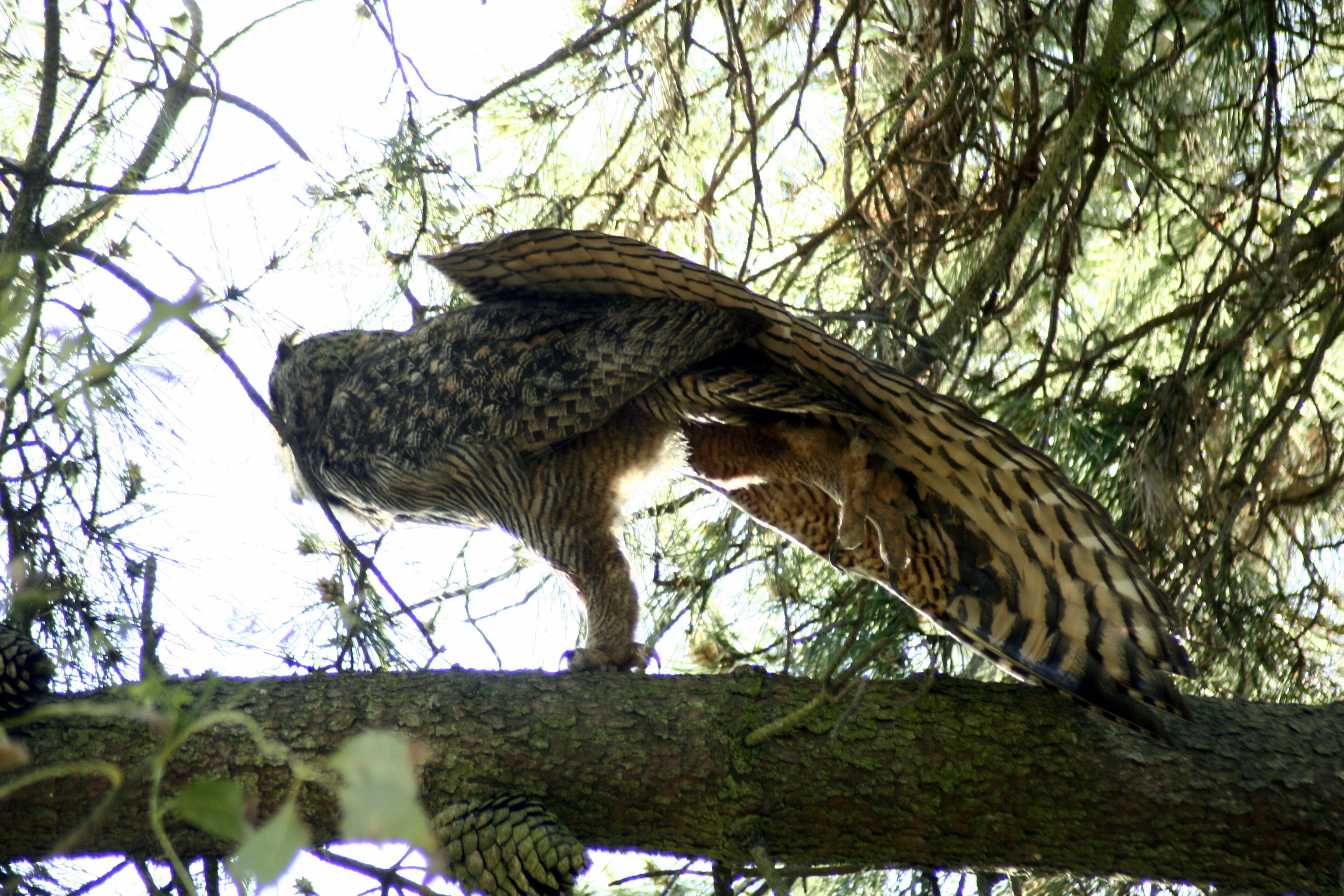
Cú sừng lớn California (B. v. pacificus), Bernal Hill Park, San Francisco
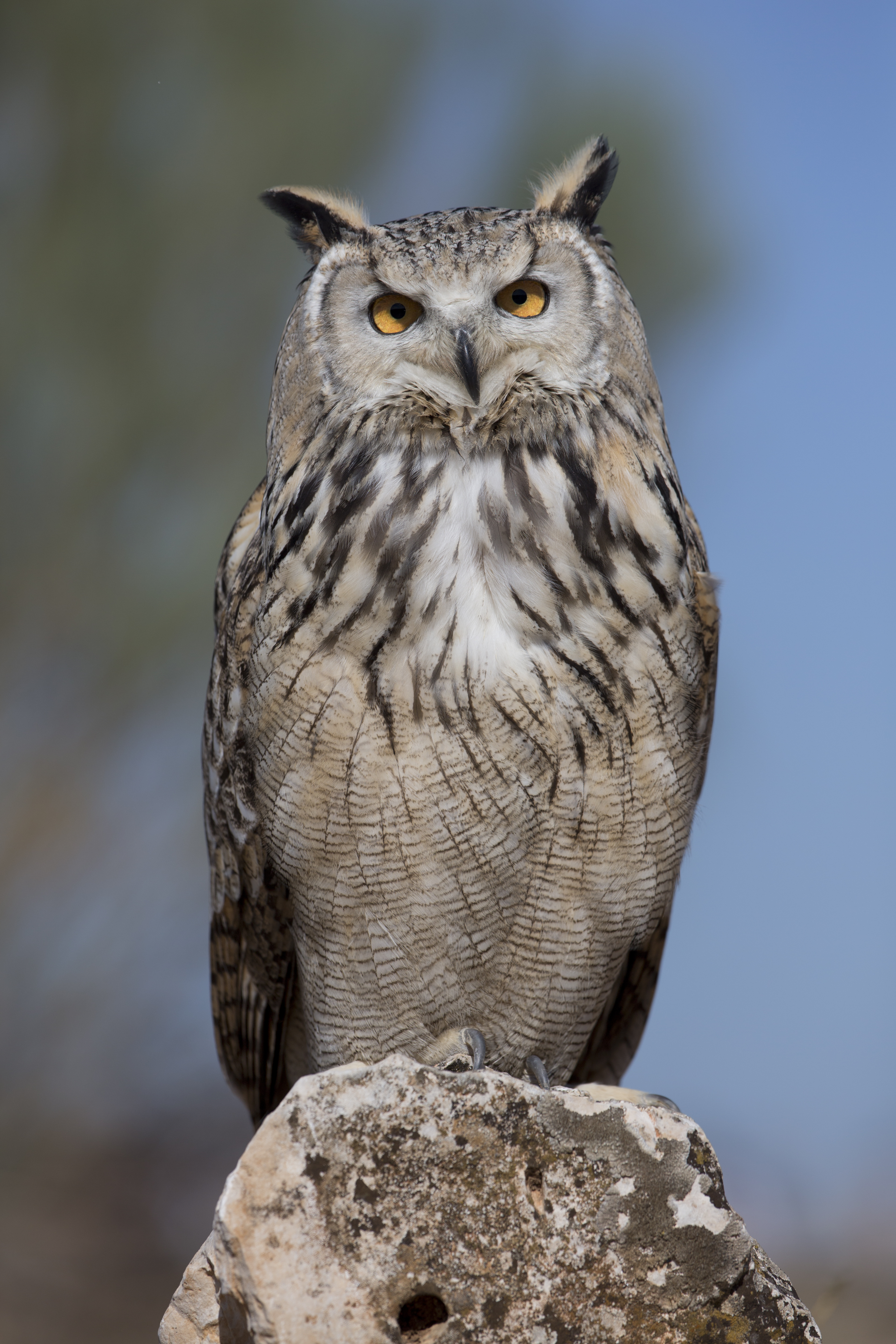